# 南平州 (江西)
南平州，中国古代的州。
唐朝武德四年（621年）分吉州的太和县置南平州，治所在太和县（今江西省泰和县西六里）。下辖太和县、东昌县（今江西省吉安县永和镇）、永新县（今江西省永新县沙市镇）、广兴县（今江西省莲花县琴亭镇）。武德八年（625年），废南平州、东昌县、永新县、广兴县，太和县改属吉州。
南平州刺史
- 刘宗（622年—625年）